# Johann Andreas Seebach
Johann Andreas Seebach (* 14. Januar 1777 in Tiefthal; † 28. Juni 1823 in Magdeburg) war ein deutscher Organist.
Er studierte in Erfurt bei Johann Christian Kittel sowie in Magdeburg bei Friedrich Adolph Pitterlin und Johann Friedrich Zacharias. Von 1799 bis 1813 war er Organist im Kloster Berge, danach hatte er bis zu seinem Tod die Organistenstelle an der Ulrichskirche in Magdeburg inne. Hier wirkte er auch als Leiter der Logen- und Harmonie-Concerte und des Seebach’schen Musikvereins. In beiden Funktionen folgte ihm Julius Mühling nach.